# Cesare Arzelà
Cesare Arzelà (né le 6 mars 1847 à Santo Stefano di Magra et mort le 15 mars 1912 dans la même ville) est un mathématicien et universitaire italien qui enseigna à l’université de Bologne et est passé à la postérité pour ses contributions à l'analyse fonctionnelle et notamment le célèbre théorème d'Arzelà-Ascoli, caractérisation des suites de fonctions continues généralisant celle donnée précédemment par Giulio Ascoli.

## Biographie
Élève de l’École normale supérieure de Pise, dont il sortit diplômé en 1869, Cesare Arzela était issu d'un milieu modeste, et dut attendre 1871 pour s'inscrire en thèse à Pise sous la direction d'Enrico Betti et d’Ulisse Dini. Il travailla ensuite à Florence (à partir de 1875) et en 1878 obtint la Chaire d'algèbre de l’université de Palerme. Il devint professeur du département d’analyse de l’université de Bologne en 1880. Ses recherches concernaient l’analyse fonctionnelle. Son plus célèbre étudiant fut Leonida Tonelli.
En 1889 il généralisa un énoncé de Giulio Ascoli, formulant ce que l'on appelle aujourd'hui le théorème d'Arzelà-Ascoli.
Il fut élu membre de l’Accademia Nazionale dei Lincei et de plusieurs autres académies. En 1905 il est lauréat du Prix mathématique de l'Académie italienne des sciences.